# Faraskur
Faraskur (antigament Fariskur) és un municipi d'Egipte que pertany a la governació de Damiata. Està situat a la riba dreta del Nil, a mig camí entre Damiata, al nord, i Mansura al sud.
Faraskur és un dels nuclis de població més grans de la governació de Damiata i el segon més antic. L'antiguitat d'aquesta ciutat ha despertat l'interès dels arqueòlegs. La mesquita d'Hadidi és una de les més antigues del país. Els carrers principals són: el carrer major, carrer del mercat, el carrer Hilali, el carrer de l'Antic Salkhana, el carrer Mohammed Farid i el passeig del Nil. És famosa l'artesania local, com ara objectes de fusta i joieria, mobles, dolços, formatges i altres productes derivats de la llet.
El 1250 tingué lloc una batalla entre l'exèrcit de la Setena Croada i l'exèrcit mameluc que els atacà quan anaven cap a Damiata, en la qual el rei Lluís IX de França fou capturat. Faraskur formà part de Dakahlia en la revolució del 1952.
El municipi de Faraskur inclou, a més de la ciutat, 11 llogarts de la rodalia: Kafr al-Arab, Nasiriyah, Sharabas, al-Barashiyah, Kafr al-Shanawi, al-Ghunaimiyah, Al-Obeidiya, Mait Al-Shuyukh, Al-Hourani, Daqahla i Al-Ata.